# Пінявкові
Пінявкові, пінниці (Aphrophoridae) — родина напівтвердокрилих комах з підряду шиєхоботних (Auchenorrhyncha). Включає 990 видів у 160 родах.

## Опис
Комахи з густо опушеним тілом. Вони досягають довжини до 13 мм. Голова з довгастими складними очима і парою вушних органів, розташованих на тім'яній частині, але в стороні від її країв. Фронтокліпеус (злиття чола і кліпеуса) опуклий. Гнізда вусиків неглибокі і не закривають основи вусиків. Довжина і ширина щитка приблизно рівні.

## Спосіб життя

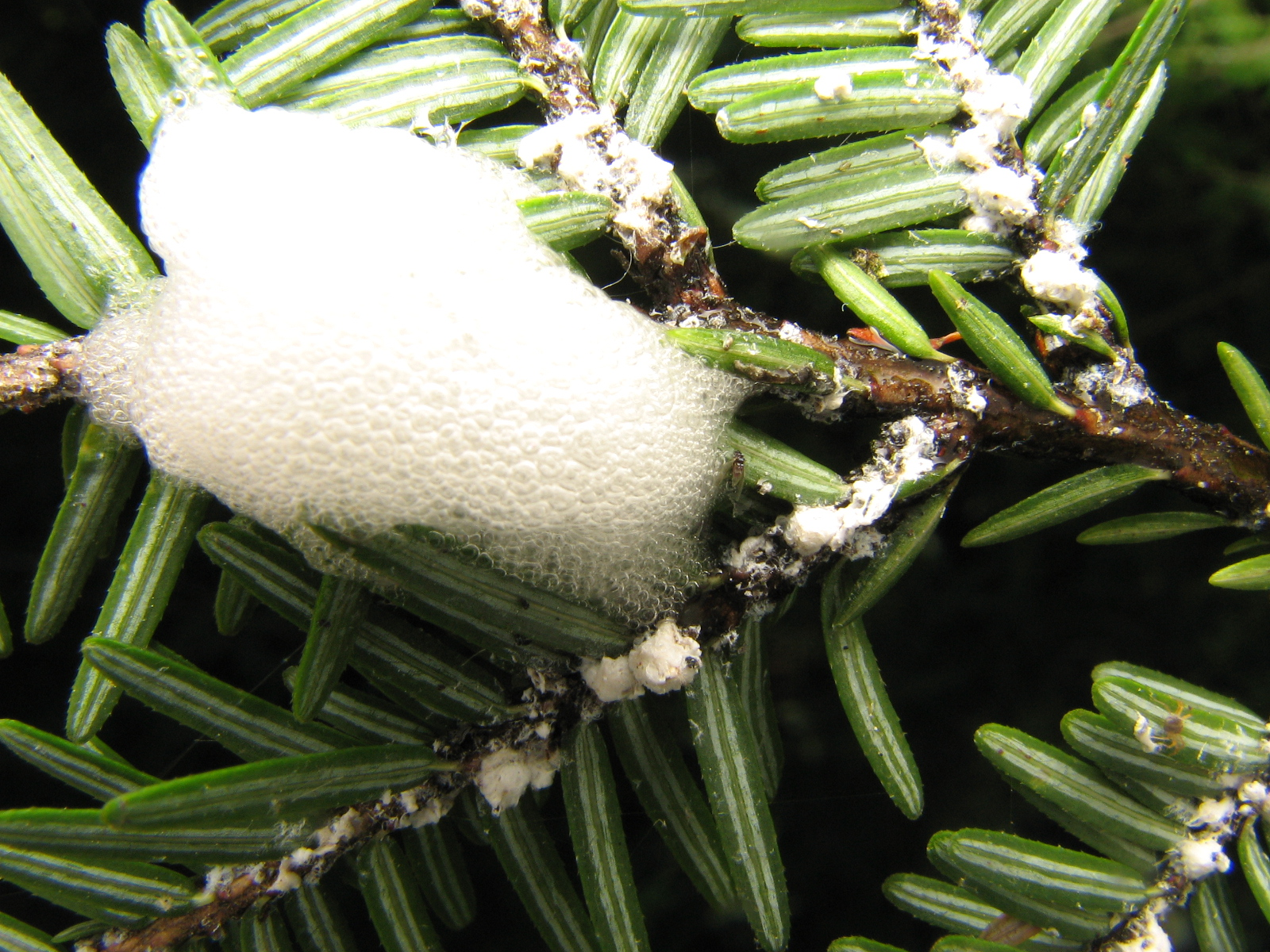
Личинка Aphrophora у пінному коконі

Назва родини походить від пінистого захисного секрету, який оточує личинок, що сидять на траві та гілках. Дихання личинок здійснюється за допомогою дихального каналу, розташованого на черевній стороні тіла. Личинки виштовхують його за межі захисного шару, захоплюючи повітря. Цей секрет виробляється травним трактом і складається з білків і мукополісахаридів, що утворюються в мальпігієвих канальцях. Виділення нагадує піну Lepididae і має густіші бульбашки, ніж у Clastopteridae. Личинки жуків живляться соком рослин, у великій кількості завдаючи шкоди посівам.

## Класифікація
- Підродина Aphrophorinae
  - Триба Aphrophorini
  - Триба Capnodistini
  - Триба Cloviini
  - Триба Leocomiini
  - Триба Orthoraphini
  - Триба Philaenini
  - Триба Ptyelini
  - Aphrophorinae Incertae sedis
    - Рід Ikedana
- Aphrophoridae Incertae sedis
  - Рід Anyllis
  - Рід Basilioterpa
  - Рід Blenniphora
  - Рід Choua
  - Рід Luisphantyelus
  - Рід Natajephora
  - Рід Palaeoptysma
  - Рід Palaphrodes
  - Рід Petrolystra
  - Рід Ptysmaphora
  - Рід Qinophora
  - Рід Vervactor